# Малий Фонтан (місцевість)
Малий Фонтан (Рашковський фонтан) — приморська курортна місцевість на Одеському прибережжі Одеси.

## Походження назви
На Одеському узбережжі з-під понтійних вапняків виходять сильно мінералізовані підґрунтові води, подекуди просто на пляжі, за відсутністю водогону такі джерела були важливою необхідною умовою для існування поселень у степу. У XVIII столітті облаштовані джерела питної води носили назву "фонтал", а пізніше "фонтан".
У південній приморській частині Одеси були три великих джерела, навколо кожного з них у першій половині ХІХ століття були утворені дачні селища, названі відповідно до назв джерел. Північне селище дістало назву Малий фонтан, решта — Середній та Великий фонтани.

## Історія
Вперше згадується 10.03.1804 під назвою "Малий фонтал", а 10.08.1827 під назвою "Малий Фонтан". Джерело було розташовано біля рогу сучасних вулиць Французький бульвар та Академічна. Також мав назву фонтан Рашковича або Рашковський фонтан тому що на початку ХІХ століття ділянка на якій він знаходився на ділянці негоціанта Рашковича. Наприкінці ХІХ століття джерело розташовувався на ділянці Дуніна. 1898 року ділянка належала С. Дуніну, на початку 1904 року В. Дуніну, у 1907 році ділянка належала В. Дуніну та іншим спадкоємцям і мала адрес Фонтанська дорога, 91. У той час нумерація у цілому вже збігалася з сучасною, таким чином ділянка Дуніна (з джерелом) була з півночі суміжною з територією Гідромедцентру Чорного та Азовського морів. Джерело було під схилом поблизу моря.
У 1910-х роках ділянкою, де було джерело, володів підполковник Олександр Станіславович Дунін, який проживав у квартирі власного прибуткового будинку на Єврейській вул., 9. У ті часи О. С. Дунін був гласним Міської думи, почесний мировий суддя, член Новоросійського товариства допомоги військовим особам. Дунін також був власником ділянки на вул. Лейтенанта Шмідта, 15 і ще одною ділянкою на Французькому бульварі у районі сучасного № 54.
Місцевість Малого фонтану окрім джерела була також привабливою завдяки зручному узвозу до самого моря. Біля джерела утворилося дачне селище. З часом територія між джерелом та містом була повністю забудована дачними будинками. Забудова організована по осі дороги у місто — Французького бульвару. На початку ХХ століття назва Малий фонтан вживалась вже для всій забудови Французького бульвару, однак найбільш вживаною така назва була для місцевості у безпосередньої близькості від дачі Дуніна, тоді як віддалені від дачі ділянки у загалі асоціювали з Французьким бульваром.
На початку ХХ століття дача Дуніна була курортним центром Малого фонтану. Дунін влаштував на своїй ділянці заклад теплих і морських ванн, надавав кімнати на дачі у оренду, відкрив громадські купальні, які для орендарів приміщень його дачі були навіть безкоштовні. Поряд був розташований ресторан.
Однак окрім дачі Дуніна зручних місць для відпочинку жителів міста не було, власники окремих дач мали власні купальні, які призначались для відпочинку домовласника, або осіб, які орендували приміщення у цього домовласника.
Наприкінці ХІХ століття місто придбало ділянку Параскеви з будівлею дачі на Французькому бульварі, 42, де відкрило Міський санаторій, згодом було побудовано ще декілька корпусів.
Наприкінці ХІХ — початку ХХ століття були споруджені школа Садівництва та городництва, школа для сліпих, завод шампанського товариства "Генрі Редерер", нова виробнича ділянка заводу "Генрі Редерер", притулок для пристарілих французів, єврейський сирітський будинок ім. Леона та Луїзи Фінкельштейн, на ділянці Новоросійського університету побудована Метеорологічна станція і відкритий ботанічний сад.
31.10.1899 на території школи для сліпих було освячено православний храм свв. Матвія та Євгенії (нині свв. мучеників Адріана і Натальї). Це був єдиний храм у даній місцевості.
З початком Другої світової війни наприкінці Французького бульвару біля дачі Дуніна була влаштована виробнича ділянка авіазаводу А. Анатра.
У 1918 році на замовлення Д. І. Харитонова на Французькому бульварі, 33 було споруджено знімальний павільйон. З 1920-х років на базі цього закладу діяла фабрика Всеукраїнського фото-кіноуправління (ВУФКУ).
З встановленням радянської влади на базі існуючих паркових територій та дачних споруд було відкрито численну кількість санаторіїв, а також розширено колишній міський санаторій. Інші колишні дачі були перетворені у багатоквартирні житлові будинки. Також було влаштовано другу ділянку ботанічного саду університету.
Біля перетину з вулицею Гагаріна у 1930-ті роки був споруджений цілий ряд багатоповерхових будинків, у тому числі комплекс будинків Спеціалістів. 1939 року було споруджено науковий інститут очних хвороб.
Під час другої світової війни чимало дач було зруйновано, у другій половині ХХ століття втрати серед дорадянської забудови збільшилися у зв'язку з масштабним новим будівництвом. На територіях санаторіїв споруджували нові 10—16 поверхові корпуси, біля перетину з проспектом Гагаріна збільшувалась кількість багатоповерхової житлової забудови, у тому числі було споруджено 16-поверховий житловий будинок з монолітного залізобетону.
Зі здобуттям незалежності частина санаторіїв припинила своє існування, замість деяких з них було влаштовано малоповерхову житлову забудову, інші є закинутими. Територія частини діючих санаторіїв зменшилася. З часом кількість дорадянських будинків зменшується, на їхньому місці будуються нові житлові будинки, у тому числі і багатоповерхові.

## Транспортна інфраструктура
З міста до Малого фонтану був прокладений шлях, перша відома згадка у писемних джерелах припадає на 18.12.1835. 1889 року згадується під назвою Малофонтанна дорога, з 1902 року — Французький бульвар, з 1920 — Пролетарський бульвар, у 1990 році повернуто попередню назву. Дана дорога була єдиним шляхом, що з'єднував місто та Малий Фонтан, одночасно дорога стала і головною вулицею дачного селища. Дорога до наших часів є брукованою. Обабіч вулиці були влаштовані провулки та проїзди між дачами.
З Південної частини малого фонтану поблизу дачі Дуніна у сусідні курортні райони Аркадію, Середній фонтан, Нову Швейцарію та Великий фонтан був прокладений шлях, що нині має назву Академічної вулиці.
30.06.1881 року була відкрита лінія кінного трамваю між центром міста та центром Малого фонтану. Маршрут починався з Великої арнаутської вулиці біля перетину з Рішельєвською вулицею, проходив по всьому Французькому бульвару і закінчувався наприкінці Французького бульвару у дачі Дуніна.
У 1911 році замість кінного трамваю був відкритий маршрут № 16 електричного трамваю до дачі Дуніна, у планах було влаштування лінії до самого узбережжя. На кінцевій зупинці біля дачі Дуніна був влаштований павільйон зупинки, який зберігся до наших часів.
У 1912 році був відкритий маршрут № 17 який також проходив по Французькому бульвару, але недалеко від дачі Дуніна повертав на сучасну Академічну, а потім на Генуєзьку з кінцевою зупинкою у Аркадії.

## Культурна спадщина
Забудова бульвару у ХІХ столітті була дачною, деякі ділянки використовувались як плантації або для дрібних промислових цілей. На початку ХХ ст. плантації та поодинокі промислові підприємства практично зникли, проте з'явилося декілька малих, та навіть два великі прибуткові будинки. Завдяки високої репрезентативності району деякі архітектурні твори відрізняються високою якістю. Однак з 1990-х років чимала кількість дорадянських будинків була закинута та зруйнована і процес цей продовжується.

### Зняти з обліку пам'ятки[12]
- Особняк, 1913 р., Французький бульвар, 7 (в глибині ділянки). Виключений з переліку у 2008 році. Перебудований під адміністративний будинок Податкової служби.
- Комплекс споруд санаторію “Росія”. 1. Спальні корпуси, 1935—1939, Французький бульвар, 60. Виключений з переліку у 2008 році. Зруйнований у 2000-х роках, на місці санаторію споруджено котеджне селище.
- Комплекс споруд санаторію “Росія”. 2. Адміністративний корпус, 1935—1939. Виключений з переліку у 2008 році. Зруйнований у 2000-х роках, на місці санаторію споруджено котеджне селище.
- Комплекс споруд санаторію “Росія”. 3. Лікувальний корпус, 1935—1939. Виключений з переліку у 2008 році. Зруйнований у 2000-х роках, на місці санаторію споруджено котеджне селище.
- Комплекс дач (2 споруди), кін. XIX ст., Французький бульвар, 67. Виключено з переліку у 2008 році. Одна з дач зруйнована, інша кардинально перебудована під приватний житловий будинок.

## У літературі
Однако и у самой свободной птицы есть  свои  особо  излюбленные  места.
Гаврик обосновался главным образом в районе приморских улиц Отрады и  Малого
Фонтана. Здесь он безраздельно царил среди прочих мальчиков,  со  страхом  и
восхищением взиравших на его независимую жизнь.